# Puccinia cesatii
Puccinia cesatii ist eine Ständerpilzart aus der Ordnung der Rostpilze (Pucciniales). Der Pilz ist ein Endoparasit diverser Süßgräser. Symptome des Befalls durch die Art sind Rostflecken und Pusteln auf den Blattoberflächen der Wirtspflanzen. Sie ist in Afrika verbreitet.

## Merkmale

### Makroskopische Merkmale
Puccinia cesatii ist mit bloßem Auge nur anhand der auf der Oberfläche des Wirtes hervortretenden Sporenlager zu erkennen. Sie wachsen in Nestern, die als gelbliche bis braune Flecken und Pusteln auf den Blattoberflächen erscheinen.

### Mikroskopische Merkmale
Das Myzel von Puccinia cesatii wächst wie bei allen Puccinia-Arten interzellulär und bildet Saugfäden, die in das Speichergewebe des Wirtes wachsen. Aecien oder Spermogonien der Art sind nicht bekannt. Die schokoladen- bis gelbbraunen Uredien des Pilzes wachsen unterseitig auf den Wirtsblättern. Ihre goldenen Uredosporen sind 23–28 × 19–24 µm groß, kugelig bis breitoval und fein runzelig. Der Pilz bildet bisweilen 23–28 × 19–24 µm große Amphisporen aus, die den normalen Uredosporen ähneln, jedoch kastanienbraun sind. Die blattunterseitig wachsenden Telien der Art sind kastanienbraun, pulverig und früh offenliegend. Die klar kastanienbraunen Teliosporen sind zweizellig, in der Regel breitellipsoid und 32–38 × 24–27 µm groß. Ihre Stiele sind bräunlich bis hyalin und bis zu 80 µm lang.

## Verbreitung
Das bekannte Verbreitungsgebiet von Puccinia cesatii umfasst das zentrale und südliche Afrika.

## Ökologie
Die Wirtspflanzen von Puccinia cesatii sind Arten der Gattungen Bothriochloa, Capillipedium und Dichanthium. Der Pilz ernährt sich von den im Speichergewebe der Pflanzen vorhandenen Nährstoffen, seine Sporenlager brechen später durch die Blattoberfläche und setzen Sporen frei. Die Art verfügt über einen Entwicklungszyklus, von dem bislang lediglich Telien und Uredien sowie deren Wirt bekannt sind; Spermogonien und Aecien konnten dem Pilz nicht zugeordnet werden.